# Micrurus brasiliensis
Micrurus brasiliensis é uma espécie de cobra-coral, um elapídeo do gênero Micrurus. É uma coral tricolor de médio porte medindo entre 65 e 81 cm, até 1,5 m de comprimento. Corpo vermelho com 11 a 14 tríades de anéis pretos, com cabeça banda vermelha e focinho branco. É uma espécie incluída no "complexo específico" de Micrurus frontalis. Ocorre no sudeste e centro-sul do Brasil, com registro também em Tocantins.